# Tephrosia pachypoda
Tephrosia pachypoda är en ärtväxtart som beskrevs av Lawrence Athelstan Molesworth Riley. Tephrosia pachypoda ingår i släktet Tephrosia och familjen ärtväxter. Inga underarter finns listade i Catalogue of Life.